# Herwig Kogelnik
Herwig Kogelnik, né le 2 juin 1932 à Graz en Autriche est un ingénieur et électronicien américain, spécialiste en communications optiques.

## Biographie
Herwig Kogelnik est né à Graz en Autriche le 2 juin 1932. Il est diplômé de la Technische Hochschule de Vienne en 1955 et Docteur en 1958. Il obtient un Ph.D. de l'Université d'Oxford en 1960 et rejoint le laboratoire Bell à Holmdel (New Jersey) l'année suivante, où il devient directeur des recherches en électronique et en optique.
Il travaille sur les lasers à rétroaction répartie en 1971 puis sur le multiplexage en fréquence dans les télécommunications optiques. Il devient président de l'Optical Society of America en 1989.

## Œuvres

### Stabilité des cavités laser
Pionnier de la physique des lasers, il a établi les conditions de stabilité optique des cavités laser à deux miroirs.

### Modèle de Kogelnik
En optique des ondes guidées, le modèle de Kogelnik établit le couplage entre deux ondes de polarisation TE se propageant dans un
réseau.